# Зареченский территориальный округ

Зареченский территориальный округ (показан жёлтым цветом) на карте муниципального образования город Тула.

Зареченский территориальный округ — составная часть единого муниципального образования город Тула.

## История
Образован в 2015 году и включает Зареченский район города Тулы и 56 сельских населённых пунктов Ленинского района области в рамках соответствующего муниципального образования г. Тулы.
Сформировано Главное управление по Зареченскому территориальному округу в рамках Администрации муниципального образования город Тула.

## Население
Численность населения территориального округа по оценке на 1 января 2016 года составляла 125,8 тыс. жителей, в том числе 32,5 тыс. жителей в сельских населённых пунктах и 93,3 тыс. жителей (74,2 %) в самом городе Тула — Зареченском внутригородском районе.

## Состав
В состав Зареченского территориального округа, организованного в 2015 году в рамках МО г. Тула, входят Зареченский район города Тулы и следующие 56 сельских населенных пунктов Ленинского района области:
| №  | Населённый пункт | Тип населённого пункта | Население | Сельский округ Ленинского района области | Муниципальное образование Ленинского муниципального района до 2015 года |
| -- | ---------------- | ---------------------- | --------- | ---------------------------------------- | ----------------------------------------------------------------------- |
| 1  | Акульшино        | деревня                | 8         | Октябрьский                              | Рождественское                                                          |
| 2  | Архангельское    | село                   | ↗929      | Архангельский                            | Рождественское                                                          |
| 3  | Барсуки          | деревня                | →1108     | Хрущевский                               | Хрущевское                                                              |
| 4  | Барсуки          | посёлок                | ↘3064     | Барсуковский                             | рп Ленинский                                                            |
| 5  | Белое Поле       | деревня                | 3         | Октябрьский                              | Рождественское                                                          |
| 6  | Бушово           | село                   | 1         | Архангельский                            | Рождественское                                                          |
| 7  | Варфоломеево     | деревня                | ↗144      | Варфоломеевский                          | Обидимское                                                              |
| 8  | ВНИИКОП          | посёлок                | 636       | Октябрьский                              | Рождественское                                                          |
| 9  | Волоть           | деревня                | ↘240      | Октябрьский                              | Рождественское                                                          |
| 10 | Восточный        | посёлок                | 45        | Рождественский                           | Рождественское                                                          |
| 11 | Гнездино         | деревня                | 6         | Архангельский                            | Рождественское                                                          |
| 12 | Гремячево        | деревня                | 10        | Варфоломеевский                          | Обидимское                                                              |
| 13 | Долматовка       | деревня                | 1         | Архангельский                            | Рождественское                                                          |
| 14 | Журавлевка       | деревня                | 14        | Архангельский                            | Рождественское                                                          |
| 15 | Занино           | деревня                | 0         | Варфоломеевский                          | Обидимское                                                              |
| 16 | Ивановка         | деревня                | 60        | Архангельский                            | Рождественское                                                          |
| 17 | Ильино           | деревня                | 26        | Варфоломеевский                          | Обидимское                                                              |
| 18 | Ионино           | село                   | 59        | Октябрьский                              | Рождественское                                                          |
| 19 | Конино           | деревня                | 0         | Варфоломеевский                          | Обидимское                                                              |
| 20 | Костино          | деревня                | 2         | Варфоломеевский                          | Обидимское                                                              |
| 21 | Кривцово         | деревня                | 25        | Варфоломеевский                          | Обидимское                                                              |
| 22 | Кудрино          | деревня                | 28        | Архангельский                            | Рождественское                                                          |
| 23 | Курлутовка       | деревня                | 5         | Октябрьский                              | Рождественское                                                          |
| 24 | Кутепово         | деревня                | 14        | Варфоломеевский                          | Обидимское                                                              |
| 25 | Ленинский        | посёлок                | ↗7442     | Барсуковский                             | рп Ленинский                                                            |
| 26 | Липки            | деревня                | ↘91       | Октябрьский                              | Рождественское                                                          |
| 27 | Луковицы         | деревня                | ↗8        | Варфоломеевский                          | Обидимское                                                              |
| 28 | Малахово         | деревня                | ↘255      | Октябрьский                              | Рождественское                                                          |
| 29 | Малиновка        | деревня                | 6         | Варфоломеевский                          | Обидимское                                                              |
| 30 | Некрасово        | деревня                | 30        | Рождественский                           | Рождественское                                                          |
| 31 | Обидимо          | посёлок                | 2069      | Варфоломеевский                          | Обидимское                                                              |
| 32 | Обидимо          | село                   | ↗128      | Варфоломеевский                          | Обидимское                                                              |
| 33 | Октябрьский      | посёлок                | ↗1285     | Октябрьский                              | Рождественское                                                          |
| 34 | Первомайский     | посёлок                | 21        | Октябрьский                              | Рождественское                                                          |
| 35 | Плеханово        | посёлок                | ↘8652     | Хрущевский                               | р.п. Плеханово                                                          |
| 36 | Погромное        | деревня                | 32        | Октябрьский                              | Рождественское                                                          |
| 37 | Поповкино        | деревня                | 19        | Варфоломеевский                          | Обидимское                                                              |
| 38 | Пятницкое        | село                   | ↘24       | Варфоломеевский                          | Обидимское                                                              |
| 39 | Ревякино         | посёлок                | 29        | Октябрьский                              | Рождественское                                                          |
| 40 | Рождественка     | деревня                | ↘92       | Рождественский                           | Рождественское                                                          |
| 41 | Рождественский   | посёлок                | ↘2012     | Рождественский                           | Рождественское                                                          |
| 42 | Сальково         | деревня                | 2         | Варфоломеевский                          | Обидимское                                                              |
| 43 | Самылинка        | деревня                | 0         | Октябрьский                              | Рождественское                                                          |
| 44 | Севрюково        | деревня                | 28        | Октябрьский                              | Рождественское                                                          |
| 45 | Семеновка        | деревня                | 45        | Рождественский                           | Рождественское                                                          |
| 46 | Скобелево        | деревня                | 60        | Рождественский                           | Рождественское                                                          |
| 47 | Скорнево         | деревня                | 32        | Архангельский                            | Рождественское                                                          |
| 48 | Слободка         | село                   | →865      | Октябрьский                              | Рождественское                                                          |
| 49 | Тесницкая        | посёлок станции        | 13        | Октябрьский                              | Рождественское                                                          |
| 50 | Тесницкий        | посёлок                | 14        | Октябрьский                              | Рождественское                                                          |
| 51 | Ульяновка        | деревня                | 55        | Рождественский                           | Рождественское                                                          |
| 52 | Фёдоровка        | деревня                | 34        | Архангельский                            | Рождественское                                                          |
| 53 | Форино           | деревня                | 3         | Октябрьский                              | Рождественское                                                          |
| 54 | Хомутовка        | деревня                | 6         | Варфоломеевский                          | Обидимское                                                              |
| 55 | Хомяково         | деревня                | ↘119      | Октябрьский                              | Рождественское                                                          |
| 56 | Хрущёво          | село                   | ↗3431     | Хрущевский                               | Хрущевское                                                              |

## Руководители
- Семенников, Денис Васильевич c января 2015 по июль 2015
- Щербаков, Максим Александрович с июля 2015 года